# ピエール＝マックス・デュボワ
ピエール＝マックス・デュボワ（Pierre-Max Dubois、1930年3月1日 - 1995年8月29日）は、フランスの作曲家。パリ音楽院教授。ダリウス・ミヨーの弟子。

## 生涯
タルヌ県グロレ生まれ。トゥール音楽院で音楽を学び、和声、クラリネット、ピアノで賞を獲得した後、パリ音楽院に入学した。作曲の師はダリウス・ミヨー。20世紀のあらゆる音楽的傾向に影響を受け、同時代に流行した音列主義や十二音技法とは一線を画し、調性と旋律に富んだ音楽を作曲した。1955年にはローマ大賞、1964年にはパリ市音楽大賞を受賞。
1967年から1995年まで、パリ音楽院（パリ国立高等音楽・舞踊学校）教授を務めた。
ロカンクールで没す。